# Наш Прапор (часопис, 1923)
«Наш Прапор» — щоденний львівський часопис. Виходив з листопада 1923 до травня 1924 року (редактор: Аркадій Малецький), а до кінця 1924 року — під назвою «Прапор» (редактор: Михайло Струтинський). Друкований орган незалежної групи Української народної трудової партії.

## Головні дані
- Начальний редактор — Аркадій Малецький.
- За ред. відповідає — Михайло Присташ.
- Періодичність: «виходить щодня рано».
- Перше число вийшло 1 липня 1923 року. До травня 1924 вийшло 147 чисел. Ще 18 чисел газети «Прапор» вийшло від 26 травня до 16 червня 1924 року.
- Формат: 48×30 см.
- Обсяг: 4 сторінки (число 86 1924 року мало 12 с.).
- Друкарня: Ставропігійського інституту
- Адреса редакції та адміністрації: вул. Личаківська, 64 (1923 ч. 1-17); адреса редакції: вул. Личаківська, 64 (1923 ч. 18-43), вул. Руська, 3 (1924); адреса адміністрації: вул. Бляхарська, 9 (1923 ч. 18 — 1924).